# 塞納河組合
塞納河組合（Seine River）是中國女子偶像團體SNH48的一個衍生團體，成立於2015年9月13日，由趙嘉敏、鞠婧禕與李藝彤3人組成，團員所屬的經紀公司均為丝芭传媒。
塞納河的中文拼音「Sai Na He」正是SNH。

## 成員
| 姓名   | 所屬團體       | 出生日期       | 血型 | 出生地           |
| ------ | -------------- | -------------- | ---- | ---------------- |
| 趙嘉敏 | SNH48 Team SII | 1998年7月22日  | O型  | 中国廣東省深圳市 |
| 鞠婧禕 | SNH48 Team NII | 1994年6月18日  | O型  | 中国四川省遂宁市 |
| 李藝彤 | SNH48 Team NII | 1995年12月23日 | AB型 | 中国陕西省西安市 |

## 概要

### 結成背景
由SNH48第二屆總選舉的前三名所組成。為了挖掘出成員本身更多特色，丝芭文化传媒藉人氣為指標，從全團73人中選出三人，往後將由公司重點培養，進行單獨演藝包裝、出版唱片、拍摄时尚大片、参加电视节目及影视剧拍摄等。

## 經歷
2015年
- 8月24日，成員趙嘉敏、鞠婧禕、李藝彤至巴黎參與第一次MV拍攝。
- 9月13日，在上海星夢劇院正式宣布出道，現場首次發表新曲《苦與甜》。
- 10月20日，首張EP《苦與甜》精裝拍賣版於官方商城進行拍賣。[4]
- 10月31日，《苦與甜》現場簽售會於上海紅坊創意園區舉行。[5]

## 發行作品

### EP
| 张 | 發行日                        | 标题       | 發行形式 | 產品編號 | 备注              |
| -- | ----------------------------- | ---------- | -------- | -------- | ----------------- |
| 1  | 2015年10月20日 2015年10月31日 | 《苦與甜》 | CD+DVD   |          | 精裝拍賣版 精裝版 |

## 外部連結
- SNH48官方網站 （页面存档备份，存于）